# سلطان‌کوی
سلطان‌کوی (به ترکی استانبولی: Sultanköy) شهری است در کشور ترکیه که در استان تکیرداغ واقع شده‌است. جمعیت این شهر بر اساس سرشماری سال ۲۰۰۸ میلادی ۵٬۲۹۷ نفر و بر اساس برآوردهای سال ۲۰۰۹ میلادی ۸٬۵۴۴ نفر می‌باشد.